# Крекінг-установки у Джубайлі (SABIC)
Крекінг-установки у Джубайлі (SABIC) — кілька розташованих у центрі нафтопереробної та нафтохімічної промисловості Саудівської Аравії Джубайлі установок парового крекінгу, які повністю або частково належать лідеру нафтохімічної галузі країни компанії SABIC.

## Petrokemya
У 1984 році в Джубайлі почала роботу установка парового крекінгу, споруджена SABIC на паритетних засадах з енергетичним гігантом Shell. А всього за рік по тому SABIC через 100 % «доньку» Arabian Petrochemicals Company (Petrokemya) запустила власне піролізне виробництво. Ця установка первісно мала потужність на рівні 500 тисяч тонн етилену на рік, проте вже у наступному десятилітті її модернізували до показника 650 тисяч тонн. Крім того, з 1994-го на майданчику Petrokemya діяла друга установка, розрахована на виробництво 500 тисяч тонн етилену, невдовзі підсилена до рівня у 800 тисяч тонн. Таку саме потужність мало і третє піролізне виробництво, введене в дію у 2000-му.
Кожна із  трьох установок розраховувалась на новий тип сировини: перша використовувала етан, наступна піддавала піролізу газовий бензин, а третя споживала пропан та етан у рівних пропорціях. Як наслідок піролізу більш важкої сировини, дві останні установки могли також випускати інші, аніж етилен, ненасичені вуглеводні. Так, завод № 2 продукує 325 тисяч тонн пропілену і 130 тисяч тонн бутадієну (а також 125 тисяч тонн бензену), а установка № 3 — 160 тисяч тонн пропілену (і 25 тисяч тонн бензену).
Отриманий етилен призначався для:
- належних Petrokemya ліній поліетилену високого тиску та лінійного поліетилену низького тиску потужністю по 400 тисяч тонн;
- заводу поліетилену компанії Eastern Petrochemical (Sharq) — спільного підприємства SABIC та Mitsubishi. На початку 2000-х вона запустила власне піролізне виробництво, проте на той час вже мала лінії поліетилену високого тиску (400 тисяч тонн) та лінійного поліетилену низького тиску (350 тисяч тонн), котрі живились від Petrokemya;
- виробництва етиленгліколю тієї ж Eastern Petrochemical, котре на момент запуску нею власного сировинного комплексу мало потужність 700 тисяч тонн;
- введеного в дію у 1986-му заводу мономеру вінілхлориду потужністю 390 тисяч тонн компанії Ibn Hayyan, власниками якої є SABIC (71,5 %) та Lucky Group of South Korea (28,5 %);
- двох запущених в 1987-му та 1995-му установок димеризації етилену в 1-бутен (використовується як кополімер) потужністю по 50 тисяч тонн.
Пропілен використовує Saudi European Petrochemical Company (Ibn Zahr), основним власником якої є SABIC (80 %), при цьому загальна потужність заводів поліпропілену Ibn Zahr перевищує 1 млн тонн. Ще одним споживачем пропілену може бути розташований в Джубайлі завод 2-етилгексанолу потужністю 150 тисяч тонн компанії Jubail Fertilizer (SAMAD, належить SABIC і Taiwan Fertilizer).

## JUPC
Ще одним піролізним виробництвом SABIC є запущена в 2004-му установка парового крекінгу компанії Jubail United Petrochemical (JUPC), щоправда, в цьому випадку міноритарними співвласниками є Public Pension Agency (15 %) та General Organization for Social Insurance (10 %). Вона розрахована на споживання етану та має потужність по етилену на рівні 1 млн тонн на рік.
Основним напрямком споживання етилену при цьому є виробництво етиленгліколю на двох заводах потужністю 700 та 640 тисяч тонн (у другій половині 2010-х JUPC замовила будівництво третього заводу з показником 700 тисяч тонн). Крім того, у складі комплексу діють виробництво поліетилену високої щільності (400 тисяч тонн) та завод лінійних альфа-олефінів. Останній шляхом димеризації етилену виробляє 150 тисяч тонн алкенів в діапазоні від С4 до С20 (1-бутен, 1-гексен та 1-октен традиційно знаходять своє застосування як кополімери, тоді як наступні в гомологічному ряду сполуки потрібні для виробництва мийних засобів, оксо-спиртів, жирних кислот та мастил).

## Забезпечення сировиною
Зріджені вуглеводневі гази надходять до Джубайлю по етанопроводу Джуайма/Беррі – Джубайль, пропанопроводу Джуайма – Джубайль та введеній в дію наприкінці 2010-х багатонитковій системі Васіт – Джубайль (як етан, так і пропан). 
В подальшому етан та пропан зможуть надходити по багатонитковим системам Танаджиб – Джубайль (з середини 2020-х) та Ріяс – Джубайль (з другої половини 2020-х).

## Спільні підприємства
Цілий ряд піролізних установок у Джубайлі спорудили спільні підприємства, створені на паритетних засадах SABIC та іноземними інвесторами:
- Saudi Petrochemical (Sadaf) — проект з Shell (в 2017-му повністю викуплений  SABIC);
- Al Jubail Petrochemical (Kemya) — проект з Exxon;
- Eastern Petrochemical (Sharq) — проект з Mitsubishi.